# Fritz Cassirer
Fritz Cassirer (eigentlich Friedrich Leopold Cassirer; geboren am 29. März 1871 in Breslau; gestorben am 26. November 1926 in Berlin),  war ein deutscher Dirigent und Musikschriftsteller aus der Familie Cassirer. Er gehörte zu den frühesten Unterstützern der Musik von Frederick Delius in Deutschland und dirigierte unter anderen die Premiere von Delius’ Oper Koanga.

## Leben und Werk
Friedrich Leopold Cassirer wurde 1871 als Sohn des Industriellen Julius Cassirer und dessen Frau und Cousine Julie (Julcher) Cassirer, geborene Cassirer, geboren. Er war der ältere Bruder des späteren Verlegers Bruno Cassirer sowie von Elise Cassirer.
Fritz Cassirer studierte in München und in Berlin bei Hans Pfitzner und Gustav Holländer und arbeitete danach erfolgreich als Dirigent an den Opernhäusern in Lübeck, Posen, Saarbrücken und bis 1905 in Elberfeld. Im letzteren begann er, sich für die Werke des Komponisten Frederick Delius zu interessieren, die bereits von seinem Vorgänger Hans Haym aufgeführt wurden. 1904 arrangierte er die Premiere der Oper Koanga in Ehrenfeld. Später half er Delius dabei, den Nietzsche-Text für Eine Messe des Lebens (A Mass of Life) und arrangierte 1907 die Premiere für A Village Romeo and Juliet nach der Novelle Romeo und Julia auf dem Dorfe von Gottfried Keller in der damals neu eröffneten und im Zweiten Weltkrieg zerstörten Komischen Oper in Berlin. Danach ging er nach London und konzentrierte sich auf Werke von Jacques Offenbach. Ein Angebot, an das Manhattan Opera House in New York City zu wechseln, schlug er aus, stattdessen kehrte er nach Deutschland zurück und zog sich zurück, um sich dem Studium der Literatur und Philosophie zu widmen.
Cassirer heiratete die entfernt mit ihm verwandte Karoline (Lilly) Dispecker (1876–1961). 1901 bekamen sie eine Tochter, Eva Charlotte, die im Jahr 1920 Friedrich Wilhelm Cassirer heiratete und 1921 nach der Geburt ihres Sohnes Klaus verstarb. Fritz Cassirer starb im November 1926 an einem Hirntumor in Berlin.

## Schriften
- Edgar. Eine Dichtung. München : Loebell, [1894]
- Helldunkle Welt. Berlin 1921
- Beethoven und die Gestalt : Ein Kommentar. Stuttgart : Deutsche Verlags-Anstalt, 1925

## Belege
1. ↑  Sigrid Bauschinger: Die Cassirers. Unternehmer, Kunsthändler, Philosophen. C.H.Beck, München 2015; S. 445. ISBN 978-3-406-67714-4.
2. ↑  Familie Julius und Julcher Cassirer (Memento des Originals vom 18. Mai 2016 im Internet Archive)  Info: Der Archivlink wurde automatisch eingesetzt und noch nicht geprüft. Bitte prüfe Original- und Archivlink gemäß Anleitung und entferne dann diesen Hinweis. auf metastudies.net; abgerufen am 12. Mai 2018.
3. 1 2 3  Alan Blyth: Cassirer, Fritz. Grove Music Online / Oxford Music Online, 20. Januar 2001. doi:10.1093/gmo/9781561592630.article.05109.
4. 1 2  Sigrid Bauschinger: Die Cassirers. Unternehmer, Kunsthändler, Philosophen. C.H.Beck, München 2015; S. 446. ISBN 978-3-406-67714-4.
5. ↑  Familie Friedrich (Fritz) Leopold Cassirer und Lilly Caroline Dispecker (Memento des Originals vom 18. Mai 2016 im Internet Archive)  Info: Der Archivlink wurde automatisch eingesetzt und noch nicht geprüft. Bitte prüfe Original- und Archivlink gemäß Anleitung und entferne dann diesen Hinweis. auf metastudies.net; abgerufen am 12. Mai 2018.
6. ↑  Sigrid Bauschinger: Die Cassirers. Unternehmer, Kunsthändler, Philosophen. C.H.Beck, München 2015; S. 447. ISBN 978-3-406-67714-4.
7. ↑  Lilly und Klaus Cassirer Gekürzte Zusammenfassung der Redaktion Süddeutsche Zeitung aus: Melissa Müller, Monika Tatzkow: Verlorene Bilder – Verlorene Leben. Jüdische Kunstsammler und was aus ihren Kunstwerken wurde. Elisabeth Sandmann Verlag, 5. Februar 2009.

| Personendaten    | Personendaten           |
| ---------------- | ----------------------- |
| NAME             | Cassirer, Fritz         |
| ALTERNATIVNAMEN  | Cassirer, Fritz Leopold |
| KURZBESCHREIBUNG | deutscher Dirigent      |
| GEBURTSDATUM     | 29. März 1871           |
| GEBURTSORT       | Breslau                 |
| STERBEDATUM      | 26. November 1926       |
| STERBEORT        | Berlin                  |